# Aeschynanthus marginatus
Aeschynanthus marginatus är en tvåhjärtbladig växtart som beskrevs av Ridley. Aeschynanthus marginatus ingår i släktet Aeschynanthus och familjen Gesneriaceae. Inga underarter finns listade i Catalogue of Life.